# Гьокче чакмак
Вижте пояснителната страница за други значения на Гьокче чакмак.
Гьокчечакмак (на турски: Gökçeçakmak) е село в околия Чаршамба, вилает Самсун, Турция. На около 170 метра надморска височина. Според оценки на Статистическия институт на Турция към 31 декември 2019 г. населението на селото е 951 души.

## География
Село Гьокчечакмак се намира на разстояние 30 километра от областния център Самсун и на 15 километра от общинския център Чаршамба

## История
Голяма част от населението на селото се състои от преселници от България. Те идват през 1933-1934 г. от неврокопското село Туховища. В продължение на една година се изселват над 50 семейства, като по-голямата част от изселващите пристигат именно тук в Гькче чакмак. Не се знае причината защо са решили да избягат толкова навътре в Анадола. Може да се предположи, че е заради благоприятните условия за отглеждане на тютюн – единствения занаят познат на изселващите се туховищенци.

## Култура
Обичаите на преселниците са автентични с тези на помашките села от Чеча и по-специално на с. Туховища. Възрастните говорят същият диалект говорен в Чеча. За разлика от тях обаче, младежта не говори езика на родителите си и не знаят почти нищо за това от къде и кога са дошли. Традиционните ястия са същите като тези в Родопите.

## Население
Гьокче чакмак е голямо село, с население от около 1300 жители (2000 г.). В миналото населението било още повече, но след авария на новопостроения до селото язовир, който залива няколко къщи голяма част от жителите се преместват в общинския град Чаршамба, други в Самсун, трети в гoлемите градове като Истанбул. Дузина семейства има работещи и живеещи в Германия. Като етнически състав селото е доста разнородно, освен мнозинството български преселници (маджири) както се наричат сред местните, има и турци, лази, черкези дори и малък брой кюрди. „Маджирите“ в днешно време се числят в групата на турците.

## Икономика
В миналото населението се е препитавало главно с отглеждането на тютюн. В днешни дни дъражавата е раздала на семействата парцели за частно ползване, като основният поминък за хората става отглеждането на лешници. Всяко семейство има собствен парцел засят с лешници от които годишно изкарват по няколко тона продукция с която хората се препитават.